# Glomera patens
Glomera patens är en orkidéart som beskrevs av Rudolf Schlechter. Glomera patens ingår i släktet Glomera och familjen orkidéer. Inga underarter finns listade i Catalogue of Life.